# Erasmus Kittler
Erasmus Kittler (* 25. Juni 1852 in Schwabach bei Nürnberg; † 14. März 1929 in Darmstadt) war ein deutscher Elektrotechnik-Pionier und Physiker. Er begründete an der TH Darmstadt (heute TU Darmstadt) den weltweit ersten Studiengang für Elektrotechnik.

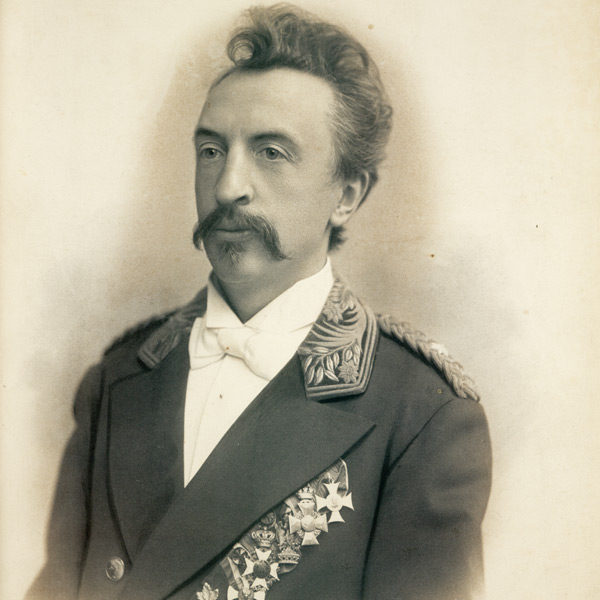
Erasmus Kittler

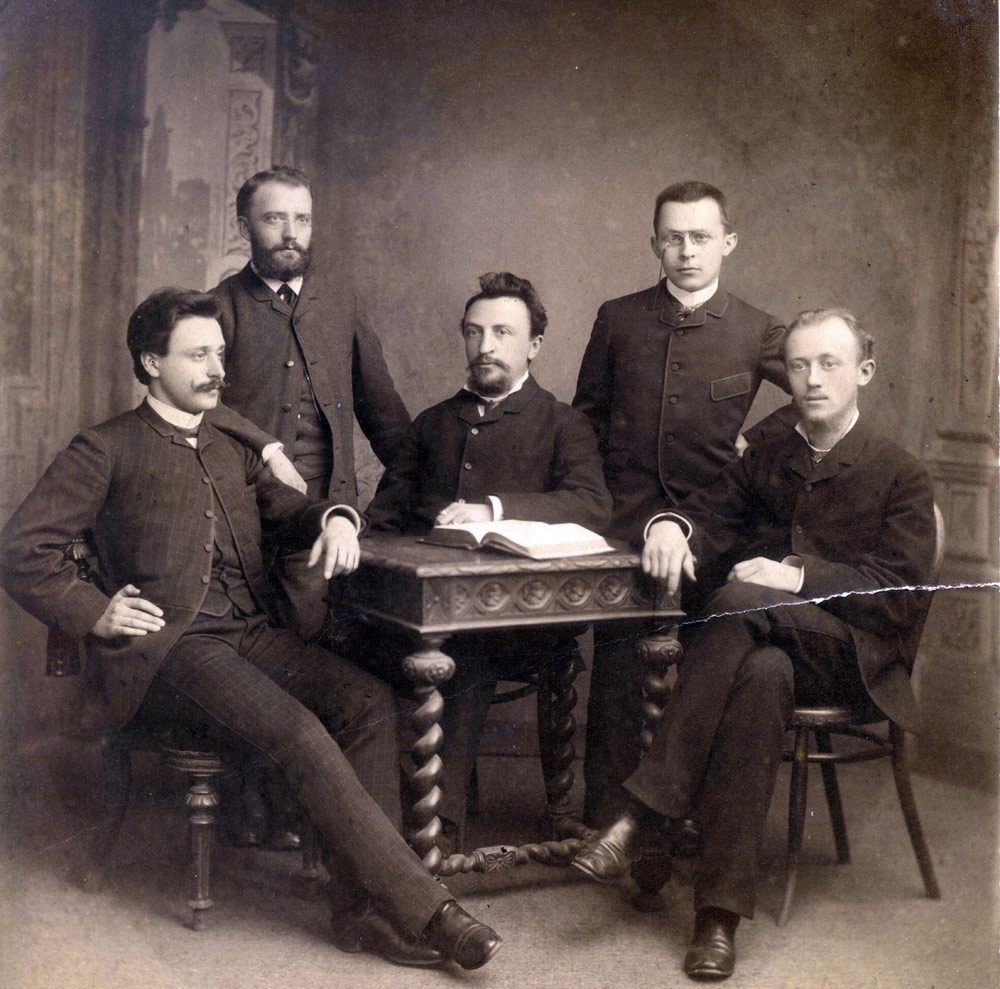
Erasmus Kittler (Bildmitte) im Kreise seiner Studenten auf der Technischen Hochschule Darmstadt, um 1886

## Leben
Kittler war Sohn des Schneiders Philipp Michael Kittler (1807–1861) und seiner Frau Dorothea Buhl (1815–1897). Er besuchte die Volksschule in Schwabach und das Lehrerseminar. Von 1871 bis 1874 arbeitete er als Volksschullehrer in Nürnberg. Nebenbei bereitete er sich auf sein Abitur vor, das er 1875 in Nürnberg bestand. Es folgte 1875/76 das Studium der Mathematik und Physik an der Technischen Hochschule (TH) München und dann an der Universität Würzburg. Hier bestand er 1879 das Lehramtsexamen in Mathematik und Physik. Während seines Studiums wurde er Mitglied des Akademischen Gesangvereins Würzburg im Sondershäuser Verband. Ab 1879 war er Assistent am Physikalischen Institut an der TH München bei Wilhelm von Beetz. 1880 promovierte er bei Friedrich Wilhelm Georg Kohlrausch an der Universität Würzburg. 1881 folgte die Habilitation an der TH München.
Im Jahr 1882 richtete die Technische Hochschule Darmstadt den weltweit ersten Lehrstuhl für Elektrotechnik ein und berief im selben Jahr Kittler auf diesen Lehrstuhl. Kittler baute an der TH Darmstadt 1883 den ersten Studiengang für Elektrotechnik an einer Hochschule auf und bildete die für die Elektrifizierung des Landes dringend erforderlichen Elektroingenieure aus. Sein Studienplan sah ein vierjähriges Studium der Elektrotechnik mit Abschlussprüfung vor. Die ersten vier Semester beinhalteten neben der allgemeinen Elektrotechnik die Grundlagen der Ingenieurwissenschaften: Mathematik, Physik, Chemie und Maschinentechnik. Im fünften bis achten Semester erfolgten Vertiefungen in den Gebieten der Elektrotechnik: Messtechnik, elektrische Antriebe, Energieübertragung, Elektrische Bahnen, elektrische Beleuchtung und später auch Hochspannungstechnik. Im Jahr 1887 wurde Kittler zum Mitglied der Leopoldina gewählt.
Als Leiter des Baus der „Centralstation für elektrische Beleuchtung“ in Darmstadt war er maßgeblich am Aufbau der öffentlichen Stromversorgung beteiligt. Mit der Inbetriebnahme 1888 machte das Werk Darmstadt, nach New York und Berlin, zur dritten Stadt weltweit mit einer flächigen Stromversorgung. Kittler war aber auch an der Errichtung großer Elektrizitätswerke in Bremen, Düsseldorf, Mainz, Budapest, Danzig und Worms maßgeblich beteiligt. Eines seiner wichtigen Projekte war die Leitung der Errichtung der Electrizitätscentrale in Heppenheim, begonnen 1899.
Zu Kittlers bekanntesten Schülern gehörten Michail von Dolivo-Dobrowolsky, Carl Hering, Clarence Feldmann, Waldemar Petersen, Leo Pungs und Erasmus Caemmerer. Kittler schrieb auch eines der ersten deutschen Standardwerke über die Elektrotechnik, das Handbuch der Elektrotechnik (zwei Bände, Stuttgart 1886/1890).
Erasmus Kittler schied 1915 aus dem aktiven Dienst der TH Darmstadt aus. Anlässlich seines Übertritts in den Ruhestand verlieh ihm die Technische Hochschule Darmstadt nach langjähriger erfolgreicher Lehrtätigkeit in dankbarer Würdigung seiner Verdienste um die Entwicklung der Hochschule die Ehrendoktorwürde (als Dr.-Ing. E. h.).
1899 wurde er von Großherzog Ernst Ludwig als lebenslanges Mitglied der ersten Kammer der Landstände des Großherzogtums Hessen berufen, der er bis zur Novemberrevolution 1918 angehörte.
Erasmus Kittler verstarb am 14. März 1929 in Darmstadt.
Er wurde auf dem Waldfriedhof Darmstadt (Grabstelle: L 6a 15, Grabmal Erasmus Kittler) bestattet.
Kittler war seit 1882 mit Karoline Hüttlinger (1860–1940) verheiratet. Aus der Ehe sind zwei Töchter und ein Sohn hervorgegangen.

## Auszeichnungen
Die TU Darmstadt verleiht seit 1977 eine nach Erasmus Kittler benannte Medaille als Auszeichnung. Im Jahr 2002 wurde das TU-Hörsaalgebäude der Elektrotechnik nach ihm benannt.
In Darmstadt tragen die Erasmus-Kittler-Schule und die Kittlerstraße (seit 1919) im Martinsviertel seinen Namen.
Der nach ihm benannte „Erasmus Kittler Preis“ wird alle zwei Jahre von der Entega-Stiftung verliehen.